# 斑條隱帶麗魚
斑條隱帶麗魚，為輻鰭魚綱鱸形目隆頭魚亞目慈鯛科的其中一種，分布於南美洲巴西的Trombetas河流域，體長可達2.5公分，生活在水流快速、岩石底質且水生植物生長的溪流，屬肉食性，以橈腳類、海綿等為食。

## 擴展閱讀
維基物種上的相關：斑條隱帶麗魚